# Inicjatywa Wolna Białoruś
Inicjatywa Wolna Białoruś – organizacja pozarządowa wspierająca prowolnościowe ruchy na Białorusi. Zarejestrowana jako stowarzyszenie 24 lipca 2006 (KRS 0000260915).
Działania stowarzyszenia skupiają się na trzech sferach:
- bezpośrednim wspieraniu ruchów demokratycznych na Białorusi,
- motywowanie Polaków i przedstawicieli innych narodów do działania na rzecz pomocy Białorusinom,
- bieżące informowanie o: represjach na Białorusi, akcjach wsparcia opozycji oraz o niezależnych relacjach medialnych z sytuacja na Białorusi.

Inicjatywa, wspólnie z TVP oraz miastem stołecznym Warszawa jest organizatorem corocznych koncertów „Solidarni z Białorusią”.
Za rok 2010 nagrodzona została Europejską Nagrodą Obywatelską.
Prezesem zarządu stowarzyszenia jest Feliks Tuszko.